# A Rúa
A Rúa település Spanyolországban, Ourense tartományban. A Rúa Quiroga, Vilamartín de Valdeorras, Petín és Larouco községekkel határos. Lakosainak száma 4223 fő (2024).

## Népesség
A település népessége az elmúlt években az alábbi módon változott:
| Lakosok száma | 5056 | 5000 | 4905 | 4816 | 4695 | 4634 | 4459 | 4314 | 4186 | 4223 |
|               | 2001 | 2004 | 2007 | 2009 | 2012 | 2014 | 2017 | 2019 | 2022 | 2024 |